# Nižší rostliny
Nižší rostliny jsou archaickým označením pro tzv. stélkaté bezcévné rostliny. Mohou být jak jednobuněčné tak mnohobuněčné. Dnešní věda již s tímto termínem prakticky neoperuje, protože se s ohledem na původní pojetí jedná o skupinu zahrnující naprosto nesourodý konglomerát organismů. Ty v mnoha případech dokonce ani zdaleka nepřipomínají cokoli podobného rostlinám. Dosud objasněné fylogenetické vztahy jednotlivých zástupců nižších rostlin zřetelně poukazují na vnitřní heterogenitu této skupiny, která navíc patrně nepochází ze společného předka. Tzn. není monofyletická a v žádném případě netvoří relevantní taxonomickou jednotku na tradiční úrovni oddělení (tj. např. bývalá Thallobionta = „rostliny stélkaté“). Lze shrnout, že pod pojmem nižší rostliny se rozuměly zejména organismy z následujících skupin: bakterie, sinice, řasy, lišejníky a mechorosty. Protože již samotné uvedené skupiny jsou podle nejnovějších poznatků zařazovány do zcela odlišných a jen vzdáleně příbuzných systematických jednotek na úrovni říší, ztrácí existence slovního spojení „nižší rostliny“ zcela své opodstatnění.